# Canto della pianura
Canto della pianura (Plainsong) è un romanzo dello scrittore americano Kent Haruf e il primo romanzo della cosiddetta Trilogia della pianura, ambientata nella cittadina immaginaria di Holt, in Colorado. Pubblicato in America da Alfred A. Knopf nel 1999, è stato tradotto in Italia nel 2000 da Fabrizio Ascari per Rizzoli e nuovamente nel 2015 da Fabio Cremonesi per NN Editore.
Il romanzo racconta le vicende di alcuni abitanti della cittadina di Holt. Il titolo si ispira a un particolare tipo di canto piano cantato nelle chiese cristiane e si riferisce sia all'ambientazione nelle grandi pianure del Colorado sia allo stile semplice della scrittura.
Canto della pianura è stato finalista al National Book Award per la narrativa nel 1999. Nel 2004 ne è stato tratto un film per la televisione per la Hallmark Hall of Fame della CBS.

## Edizioni
- Kent Haruf, Canto della pianura, traduzione di Fabrizio Ascari, Milano, Rizzoli, 2000, ISBN 9788817864770.
- Kent Haruf, Canto della pianura, traduzione di Fabio Cremonesi, Milano, NN Editore, 2015, ISBN 9788817864770.